# 阿旺丹德尔
阿旺丹德尔（1759年—1840年12月3日），蒙古族，阿拉善和硕特旗巴彦诺尔公巴格（今阿拉善左旗巴彦诺日公苏木）人，清朝佛学家、蒙藏语法学家、修辞学家、翻译家、文学家。

## 生平
阿旺丹德尔生于乾隆二十四年己卯冬季（1759年）（据说此外还有1758年生的说法）。是阿拉善和硕特旗巴彦诺尔公巴格牧民出身的叶赫辉特氏卫宗宰桑——伊乃之次子。7岁时，送至定远营延福寺出家为僧。1776年，获升入西藏哲蚌寺学经的资格。在哲蚌寺学习24年后，精通声明、工巧明、医方明、因明、内明等五明，在全西藏的大统考、大答辩中，获授经学院学制中最高学衔拉隆巴学位。嘉庆五年（1800年）回到家乡，在延福寺担任朝克沁大经堂的掌堂师。1803年，被阿拉善旗王爷旺沁班巴尔封为“卓尔济”（意为“法主”）。同年，奉派赴福因寺（北寺），成为福因寺（北寺）历史上首位拉隆巴，也是阿拉善历史上首位拉隆巴。
阿旺丹德尔既是精通佛学的高僧，也是知名学者，其著作涵盖了语言学、哲学、文学、辞学、箴言、评论、翻译、古籍诠释等方面。当时蒙古语、藏语语法不够规范及系统化，阿旺丹德尔为此撰写《详解蒙文文法通讲》（蒙古语称“贺楞其木格”）和《智者语饰——藏文字词概述》。
晚年，他仍坚持创作。道光八年（1828年），北京嵩祝寺木刻出版了其《浩月辉映词典》（蒙藏词典）。道光十年（1830年）， 72岁的阿旺丹德尔以蒙古文、藏文撰写了训诫长诗《人伦教戒喜宴》（又译《人道喜宴》、《人伦必修》）。道光十八年（1838年）木刻出版了其《千日光明词典》（蒙藏词典）。
道光二十年十一月初十丙寅（1840年12月3日），阿旺丹德尔在福因寺（北寺）逝世。

## 著作
阿旺丹德尔以蒙古文、藏文著有40多部著作。《阿旺丹德尔拉隆巴集》仅收入36部著作，清朝由塔尔寺印经院木刻出版，收有哲学著作14部，文学著作13部，语义学著作9部。《阿旺丹德尔拉隆巴集》分两集，第一集主要是佛教哲学类著作，18篇；第二集主要是语言、文学类著作，18篇。《阿旺丹德尔拉隆巴集》在塔尔寺、北京民族文化宫、西藏布达拉宫均有保存。

## 纪念
1990年，在福因寺（北寺）建造了阿旺丹德尔纪念灵塔，并且修庙供奉。1996年，阿拉善左旗第二中学（今阿拉善盟民族中学）建校40周年庆典时，在校园内建立了阿旺丹德尔大型雕塑像。
福因寺（北寺）现有一块石碑，刻有阿旺丹达尔的简介如下：

阿旺丹达尔是一位精通蒙、藏及古梵文的著名学者和佛学大师，在国际学术界享有蒙藏语法大师、词学家、翻译家、宗教哲学家、文学家等美誉，是阿拉善建旗300年来最有影响力的历史文化名人。
　　
阿旺丹达尔以超全的学识和优异的成绩领先于全藏佛理的大统考、大答辩，技压群雄，一鸣惊人，被授予拉萨经学院制中的最高学衔——拉让巴学位，成为福因寺的第一个拉让巴。也是阿拉善历史上的第一个拉让巴。
   
阿旺丹达尔一生用蒙藏两种文字著述40余部著作。他的代表作有蒙古语文语法著作《详解蒙古文文法通讲》、训诫哲理长诗《人道喜宴》、蒙藏大辞典《详解月光词典》等。……